# Sickingen (Adelsgeschlecht)

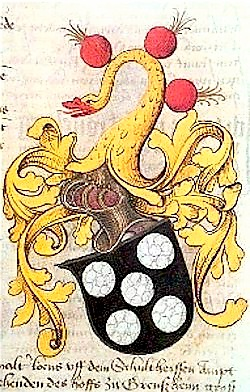
Wappen derer von Sickingen um 1471, im Lehenbuch des Kurfürsten Friedrich I., Pfalzgrafen bei Rhein

Sickingen ist der Name eines alten südwestdeutschen Adelsgeschlechts. Die Herren von Sickingen gehörten zum Kraichgauer Uradel sowie ab 1797 zum reichsunmittelbaren Hochadel.
Aus dem Geschlecht sind bedeutende Angehörige hervorgegangen, die sowohl in geistlichen als auch in weltlichen Ämtern zu großem Einfluss gelangten. Reinhard von Sickingen war von 1445 bis 1482 Fürstbischof von Worms und Kasimir Anton von Sickingen war von 1743 bis 1750 Fürstbischof von Konstanz. Reichsritter Franz von Sickingen (1481–1523) war Anführer der rheinischen und schwäbischen Ritterschaft.

## Geschichte

### Herkunft
Die Familie ist stammesverwandt mit dem erloschenen Geschlecht von Flehingen, die auch ein ähnliches Wappen führten. Nach dem Genealogen Johann Maximilian von Humbracht tritt sie bereits 936 mit Albrecht von Sickingen auf (zweifelhaft) und die Stammreihe beginnt er mit Eberhard, der um 1158 lebte. Erstmals urkundlich erwähnt wird das Geschlecht im Jahr 1289 mit Ludewicus de Sickingen. Das Genealogische Handbuch des Adels beginnt die Stammreihe der Familie mit dem Ritter Reinhard von Sickingen, der von 1295 bis 1309 in Urkunden genannt wird.
Sickingen, das gleichnamige Stammhaus, ist heute ein Teil des Ortsteils Flehingen der Gemeinde Oberderdingen im Landkreis Karlsruhe. Es gab dort zwei Burgen, die Obere und Untere Burg. Während die Obere Burg schon früh abgegangen ist, wurde die Untere Burg 1525 im Bauernkrieg zerstört.

### Ausbreitung und Linien

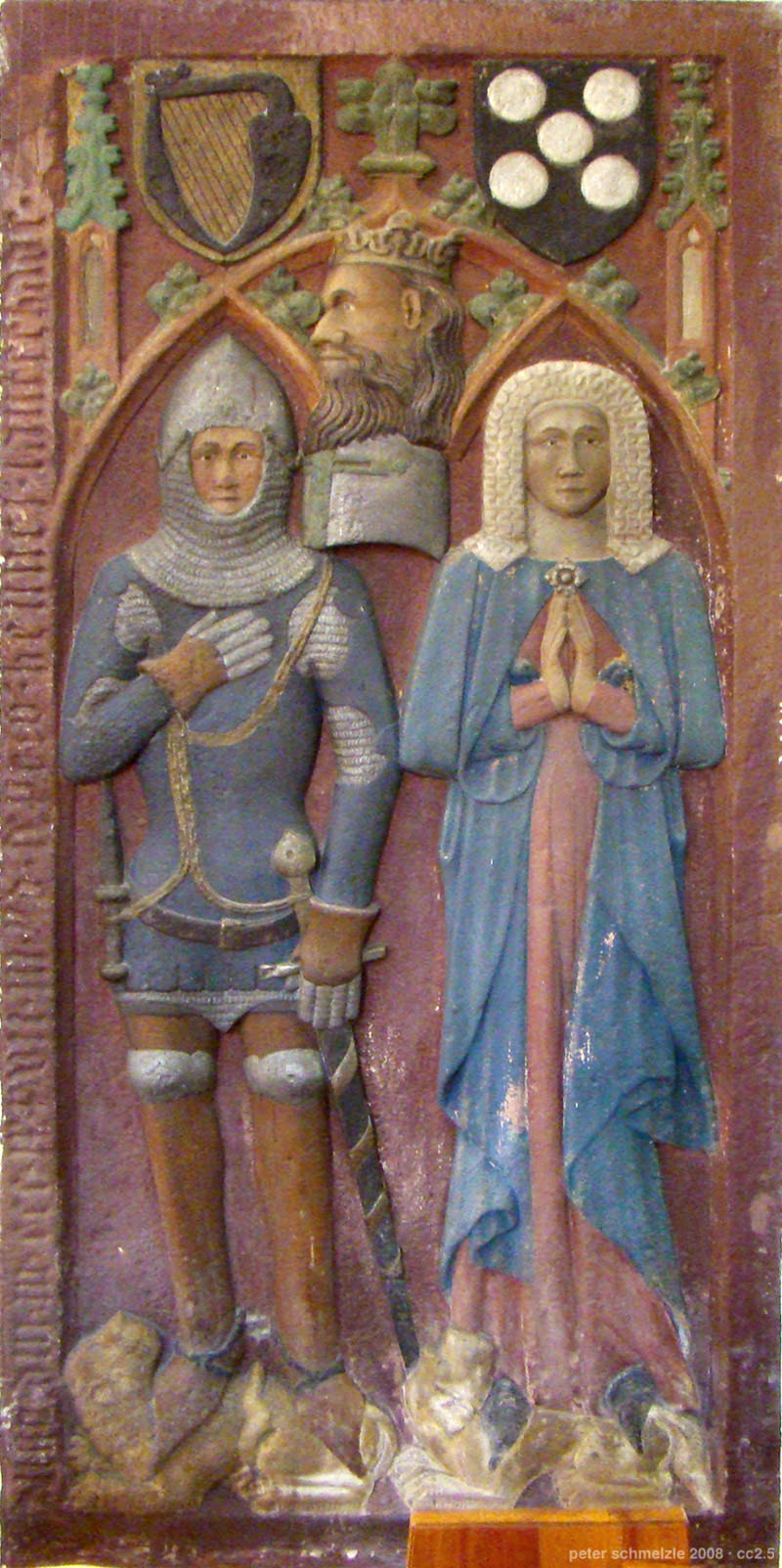
Hennel Landschad von Steinach († 1377) und seine Frau Mia von Sickingen, Epitaph in der Kirche zu Neckarsteinach

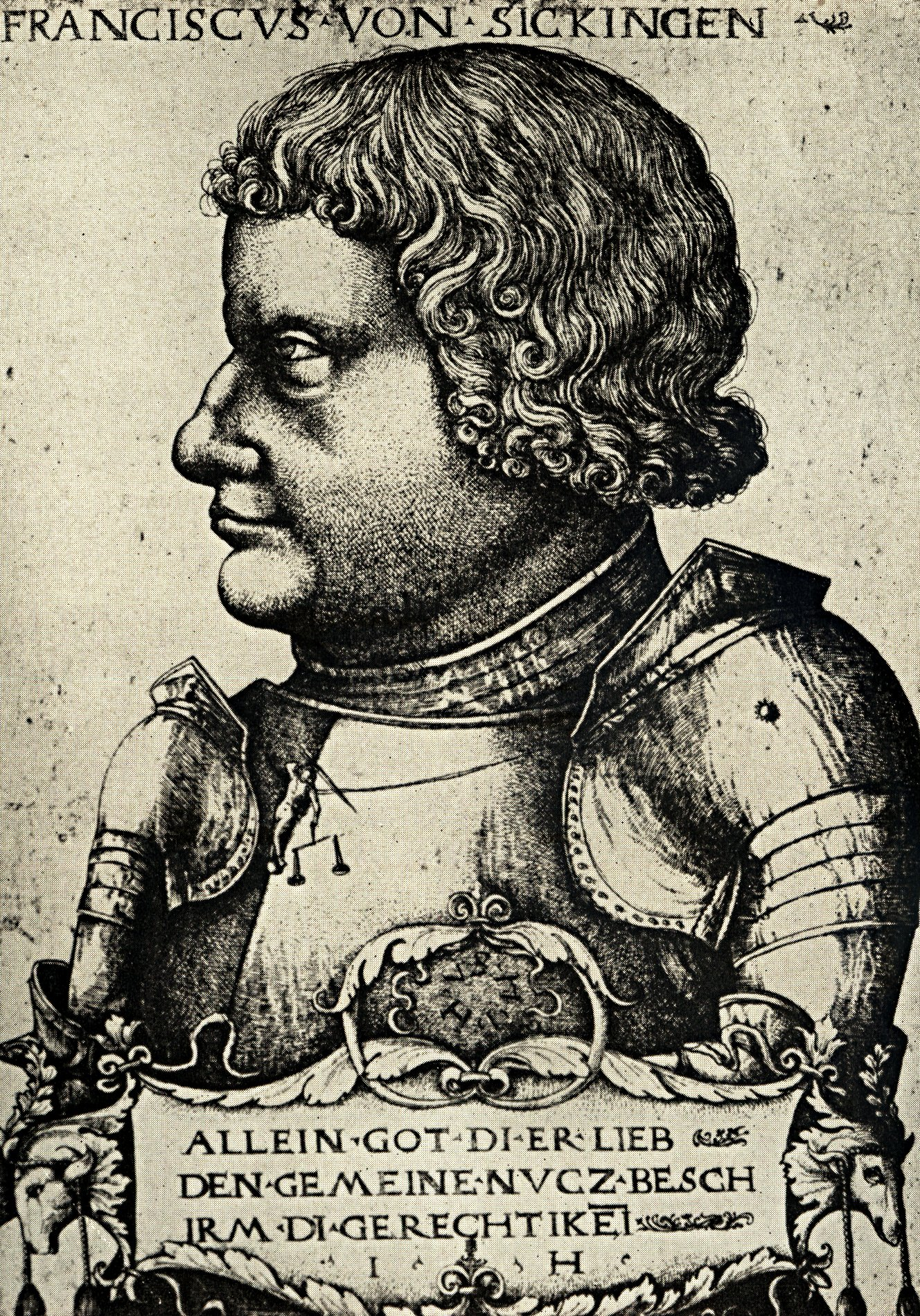
Franz von Sickingen (* 1481; † 1523), Anführer der rheinischen und schwäbischen Ritterschaft

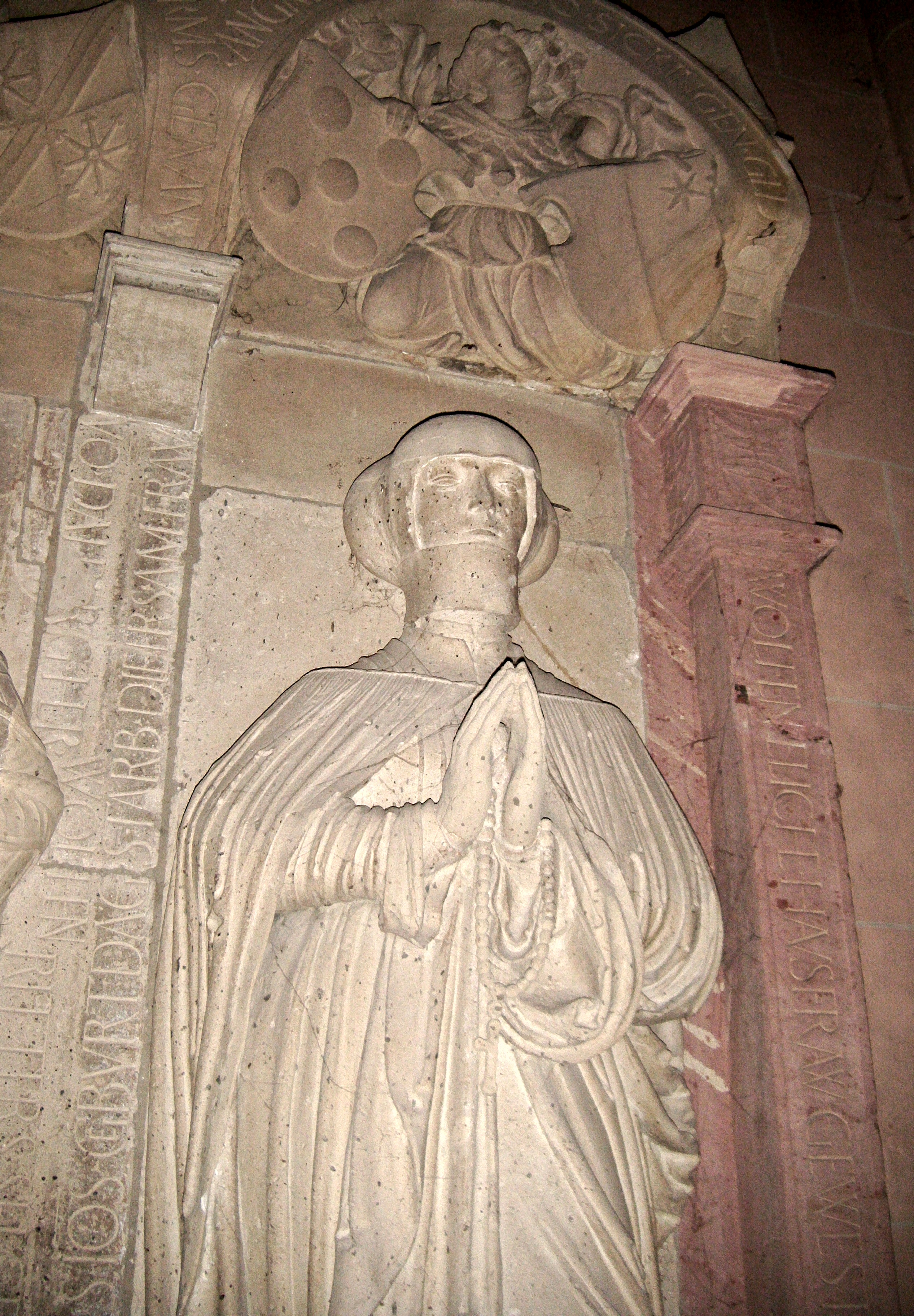
Agnes von Dalberg geb. von Sickingen († 1517), Katharinenkirche (Oppenheim)

Reinhard von Sickingen, der auch der Schwarze Ritter genannt wurde, war zuerst kaiserlicher Landvogt zu Hagenau und 1401 Statthalter in Reichsitalien. Sein Sohn Schweicker wurde Oberhofmeister von König Ruprecht von der Pfalz. Er starb 1417. 1448 gelangte die pfälzische Herrschaft Ebernburg in den Pfand- und später in den Lehnsbesitz der Sickinger, die sie erst 1750 und 1771 wieder an die Kurpfalz abtraten. Schweickers Enkel Schweikhardt, kurpfälzischer Großmeister und Oberst, starb 1505 bei Landshut. Durch seine Ehe mit Margarethe Puller von Hohenburg 1466 gelang eine bedeutsame Expansion des Sickingen'schen Besitzes: Die Haupterbin des elsässischen Hauses Hohenburg brachte Anrechte auf Merxheim und einen Anteil an Burg und Herrschaft Landstuhl an die Familie. Schweikhardt war bemüht, seinen Besitz hauptsächlich im Gebiet des Flusses Nahe zu konzentrieren, wozu er auch neue Lehen und Pfandschaften erwarb. Hierbei war die Ebernburg das Zentrum seiner Herrschaft.
Sein Sohn Franz von Sickingen (1481–1523), Herr auf Sickingen-Sickingenburg, kaiserlicher Rat, Kämmerer und Oberster Hauptmann, war einer der bedeutendsten Vertreter der Familie. Er führte mit Fürsten und Reichsstädten auf eigene Faust Krieg. Durch die Kriegszüge konnte er ansehnliche Güter am Mittelrhein erwerben und erpressen. Seine wichtigsten Burgen waren die Ebernburg in Bad Münster am Stein-Ebernburg und Burg Nanstein über Landstuhl. Er fiel 1523 in einer Fehde gegen Richard von Greiffenklau zu Vollrads (1467–1531), Kurfürst von Trier.
Seine Schwester Agnes († 1517) war verheiratet mit Wolfgang VI. von Dalberg (1473–1522), Kurpfälzer Amtmann in Oppenheim, Bruder des Wormser Bischofs Johann III. von Dalberg (1455–1503) und Cousin des genannten Trierer Kurfürsten von Greiffenclau. Das Doppelepitaph des Ehepaares ist in der Katharinenkirche Oppenheim erhalten.
Franz von Sickingens jüngster Sohn, Franz Conrad von Sickingen (1511–1574), kurpfälzischer Marschall, Vitztum von Amberg und kaiserlicher Reichshof- und Reichskriegsrat, hinterließ aus erster Ehe fünf Söhne, die die Begründer von fünf Zweiglinien wurden. Georg Wilhelm begründete den Zweig zu Schallodenbach, Franz den zu Sickingen, Schweickhard den zu Ebernburg, Friedrich den zu Hohenburg und Reinhard den zu Landstuhl. Von diesen Linien bestanden am längsten die zu Sickingen und die zu Hohenburg.

#### Linie zu Sickingen
Der letzte der Linie, Franz Graf von Sickingen zu Sickingen (1760–1834) wurde mit sämtlichen Ästen seines Hauses laut Rezeptionsurkunden vom 7. und 17. Juni 1791 sowie vom 21. Juni und 3. August 1793 in das schwäbische Reichsgrafenkollegium aufgenommen. Am 10. Juni 1791 und am 12. Mai 1792 erfolgte durch schwäbische Kreisschlüsse die Aufnahme in die schwäbischen Kreisstände. Dies wurde durch kaiserliches Hofdekret an das Reichsdirektorium vom 19. Februar 1797 zur Kenntnis der Reichsversammlung gebracht. Die Linie zu Sickingen erlosch am 25. November 1834 mit dem Tod des Grafen Franz, der unverheiratet und kinderlos geblieben war.

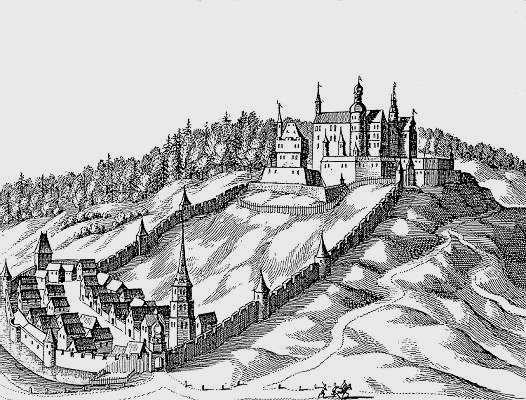
Landstuhl mit Burg Nanstein
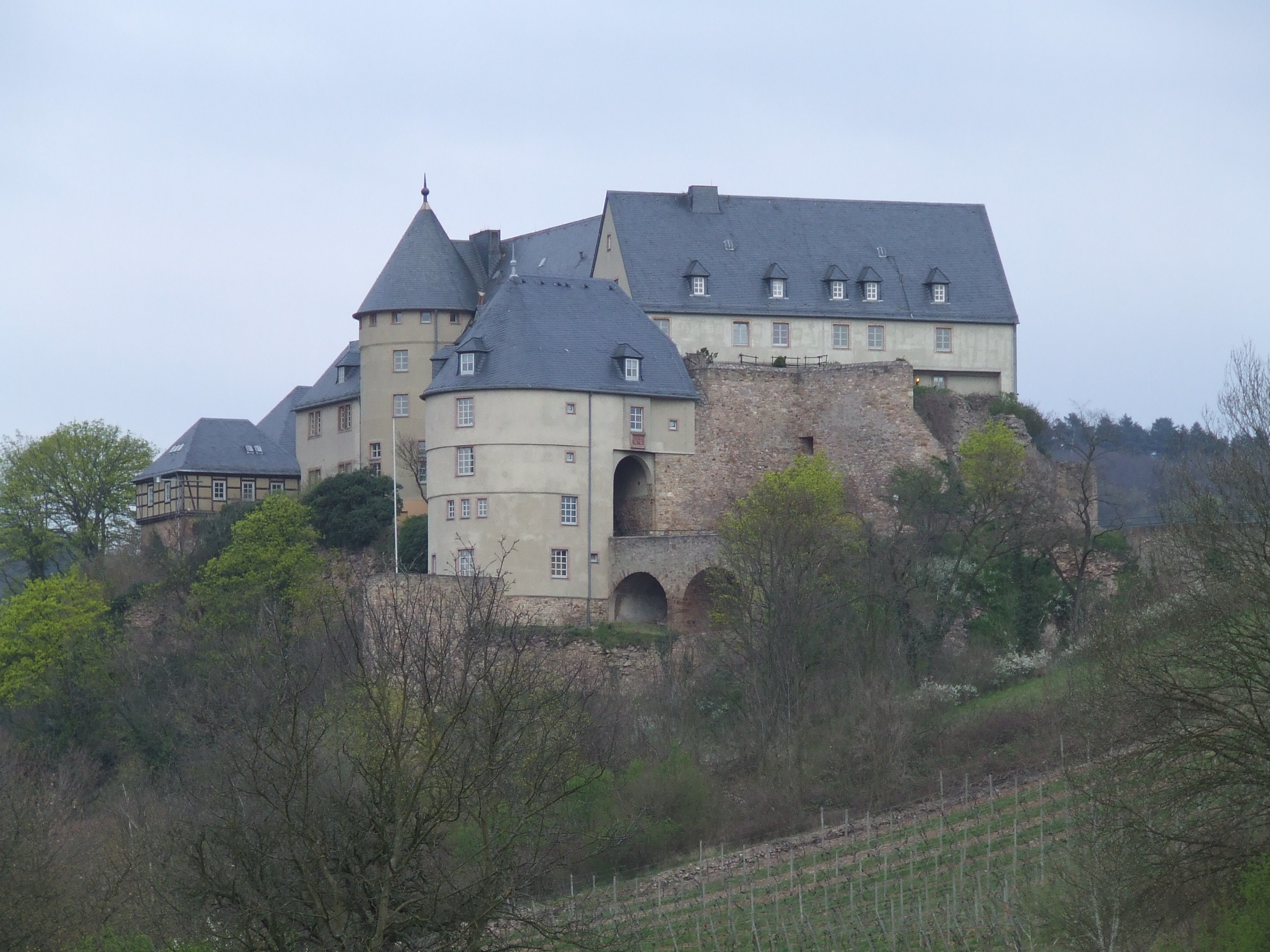
Die Ebernburg
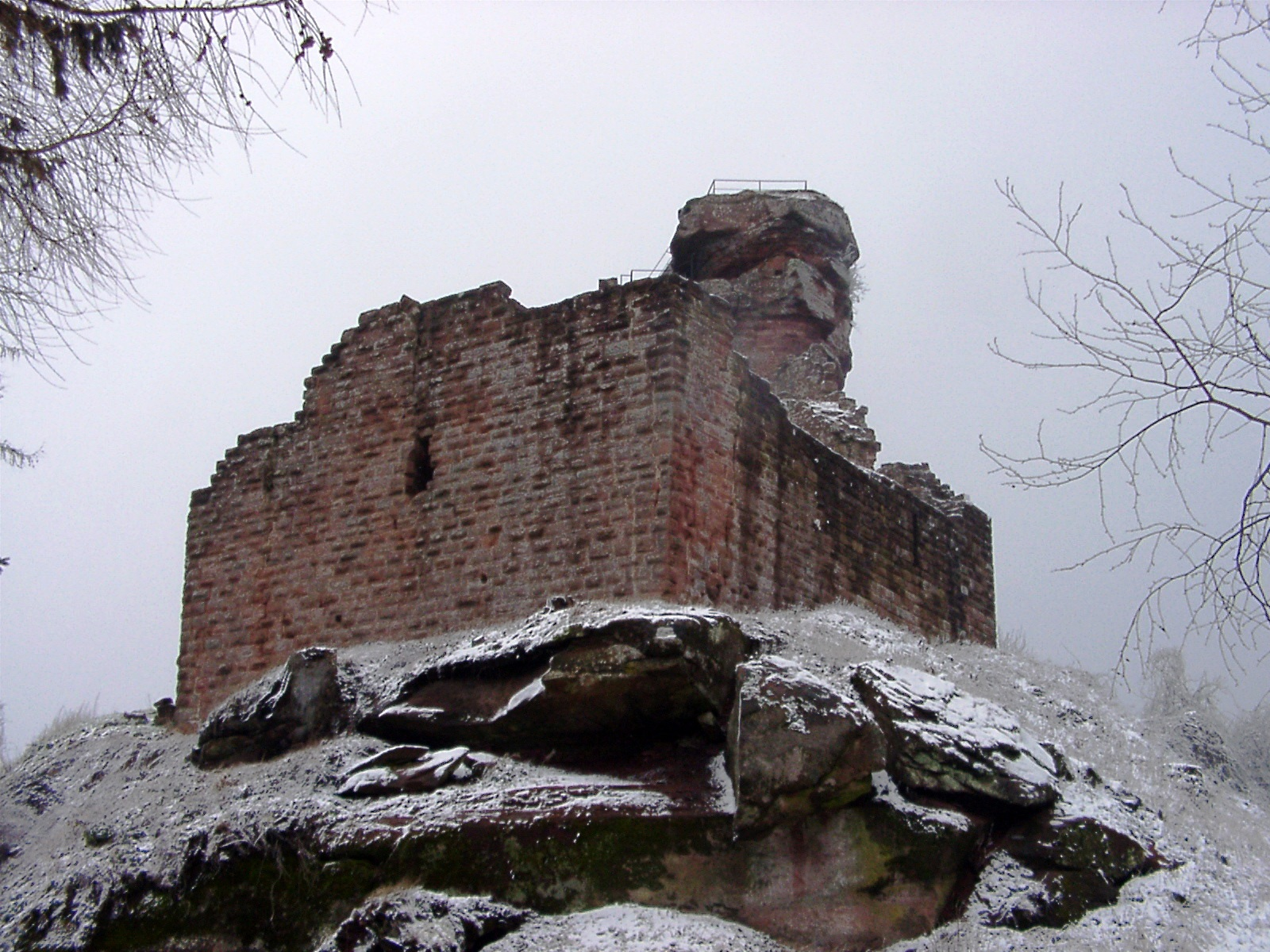
Die Hohenburg im Elsass

#### Linie zu Hohenburg
Die Linie zu Hohenburg trat in Folge der Heirat Friedrichs (1544–1581) mit Anna Schnewlin von Landeck die Besitznachfolge der Schnewlin in Südbaden an und residierte im südbadischen Ebnet. Aus der Linie Sickingen-Hohenburg stammte Ferdinand Hartmann Freiherr von Sickingen-Hohenburg (1673–1743). Er war kaiserlicher Geheimrat und Statthalter zu Freiburg und heiratete 1697 Elisabeth Magarethe Sidonie Gräfin von Pappenheim. Ihr Sohn Ferdinand Sebastian Freiherr von Sickingen-Hohenburg (1715–1772) wurde kaiserlicher Geheimrat und Präsident der vorderösterreichischen Ritterschaft. Aus seiner Ehe mit Maria Anna Sophie Freiin von Greiffenklau zu Vollrath stammte Johann Nepomuk Kasimir Graf von Sickingen-Hohenburg (1740–1795), kaiserlicher Kämmerer und Burgmann zu Friedeberg. Er war seit 1794 verheiratet mit Amalia Freiin Spaeth von Zwiefalten (1757–1800). Sowohl Sebastian als auch Kasimir wohnten im Palais Sickingen in Freiburg.
Während des 16. und 17. Jahrhunderts gehörten die Herren von Sickingen zur Reichsritterschaft im Ritterkanton Odenwald des fränkischen Ritterkreises, im 18. Jahrhundert wegen des Besitzes von Sickingen zum Ritterkanton Kraichgau, wegen des Besitzes bzw. Teilbesitzes von Sauerburg, des Hofes Oders (Aders) und Sauerthal zum Ritterkanton Mittelrhein und wegen Köngernheim zum Ritterkanton Oberrhein des rheinischen Ritterkreises. Mitglieder der Zweiglinie zu Sickingen-Schallodenbach waren wegen Schallodenbach, Heimkirchen, Schneckenhausen und Wörsbach im Ritterkanton Niederrhein und wegen des Besitzes von Obenheim (ein Viertel) im Ritterkreis Unterelsass immatrikuliert. Für den Verlust der linksrheinischen Besitzungen Landstuhl, Köngernheim, Ellerstadt, Heimkirchen, Schallodenbach, Schneckenhausen und Anteile an Wartenberg wurde die Familie 1802 durch das früher zur Kartause Buxheim gehörige Dorf Pleß und eine jährliche auf die später württembergische Herrschaften Schussenried und Weißenau reduzierte Rente entschädigt.

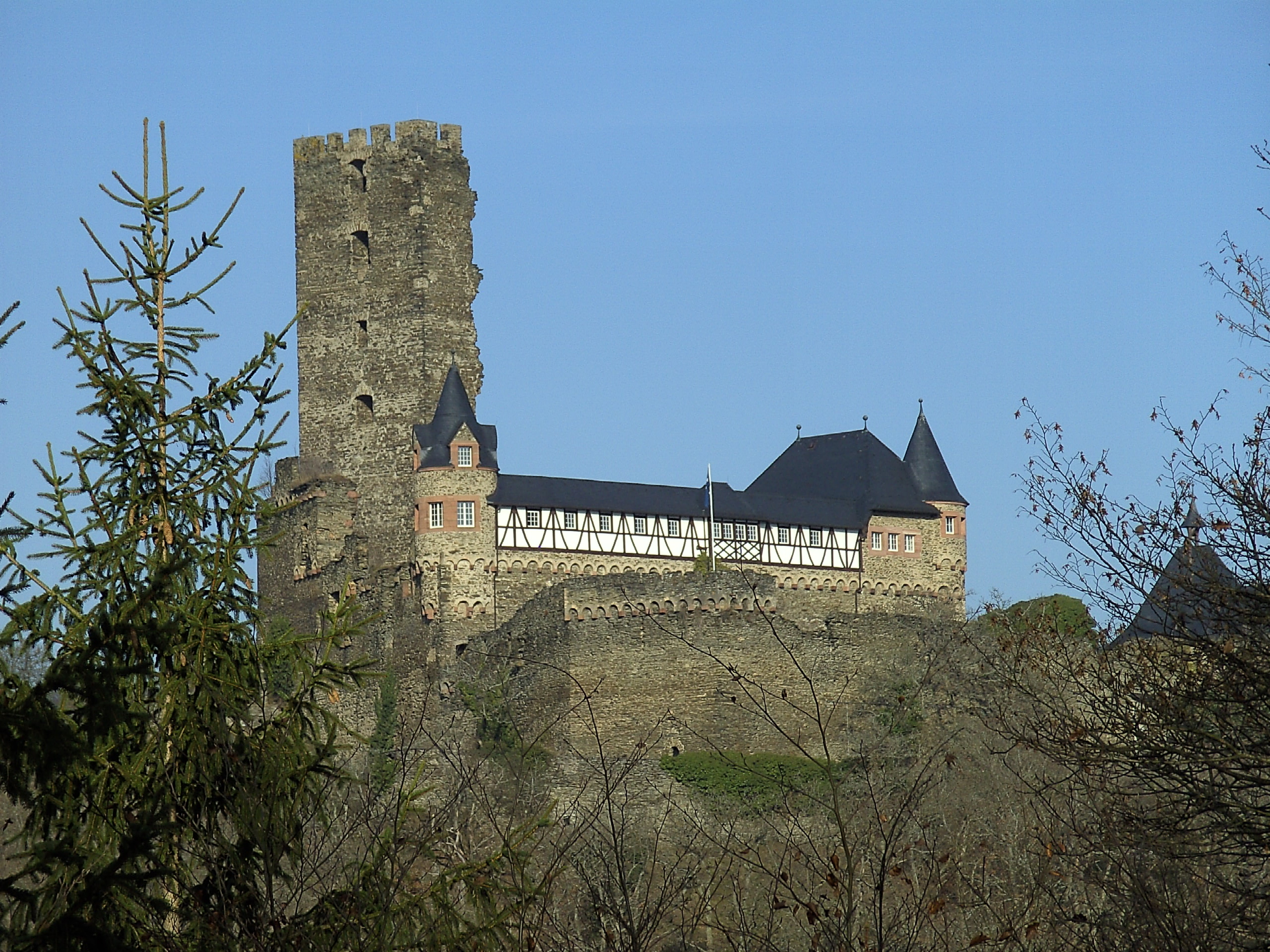
Die Sauerburg, ab 1672 im Besitz der Herren von Sickingen
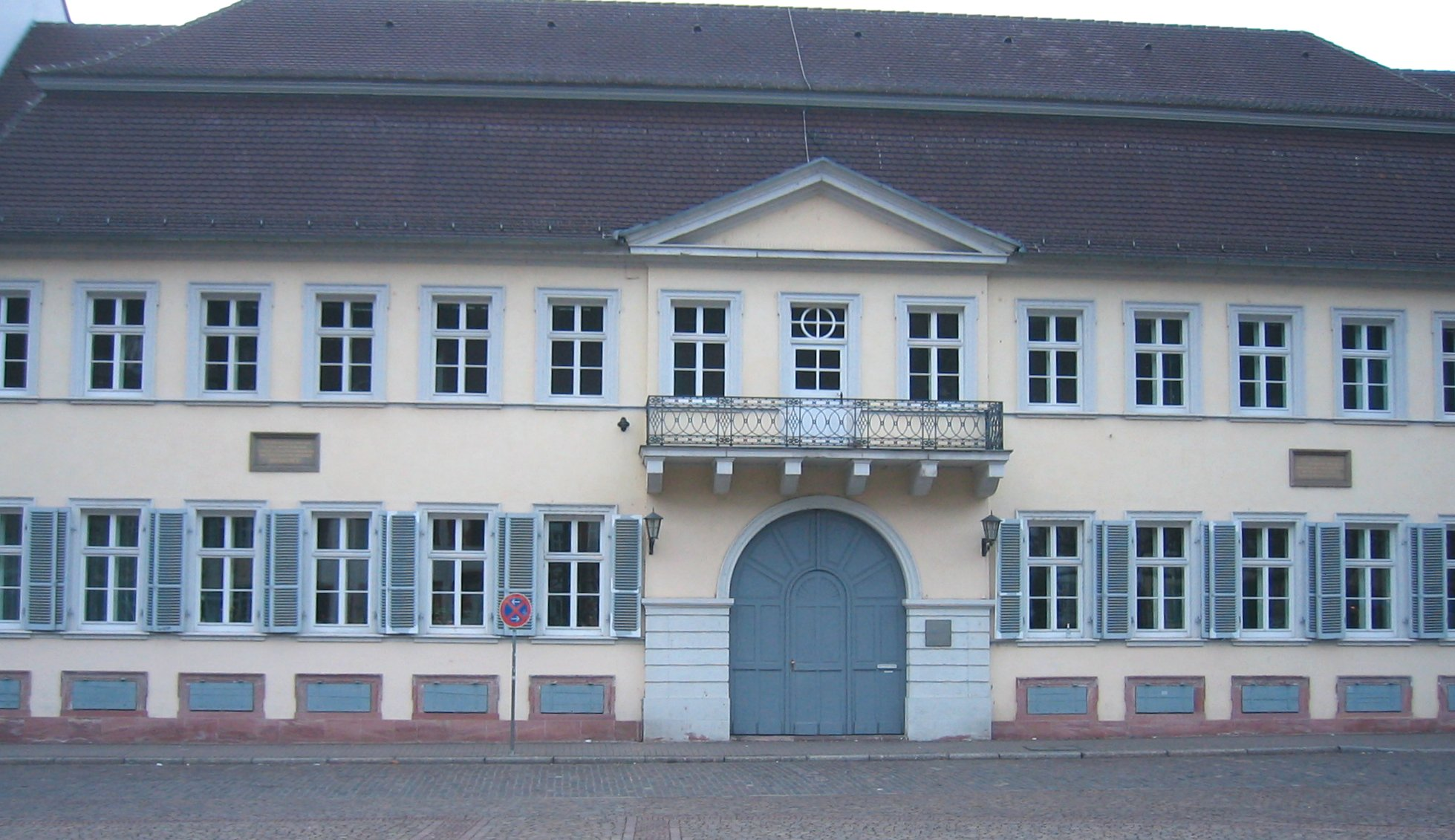
Palais Boisserée in Heidelberg, errichtet 1703 als Adelshof der Familie von Sickingen
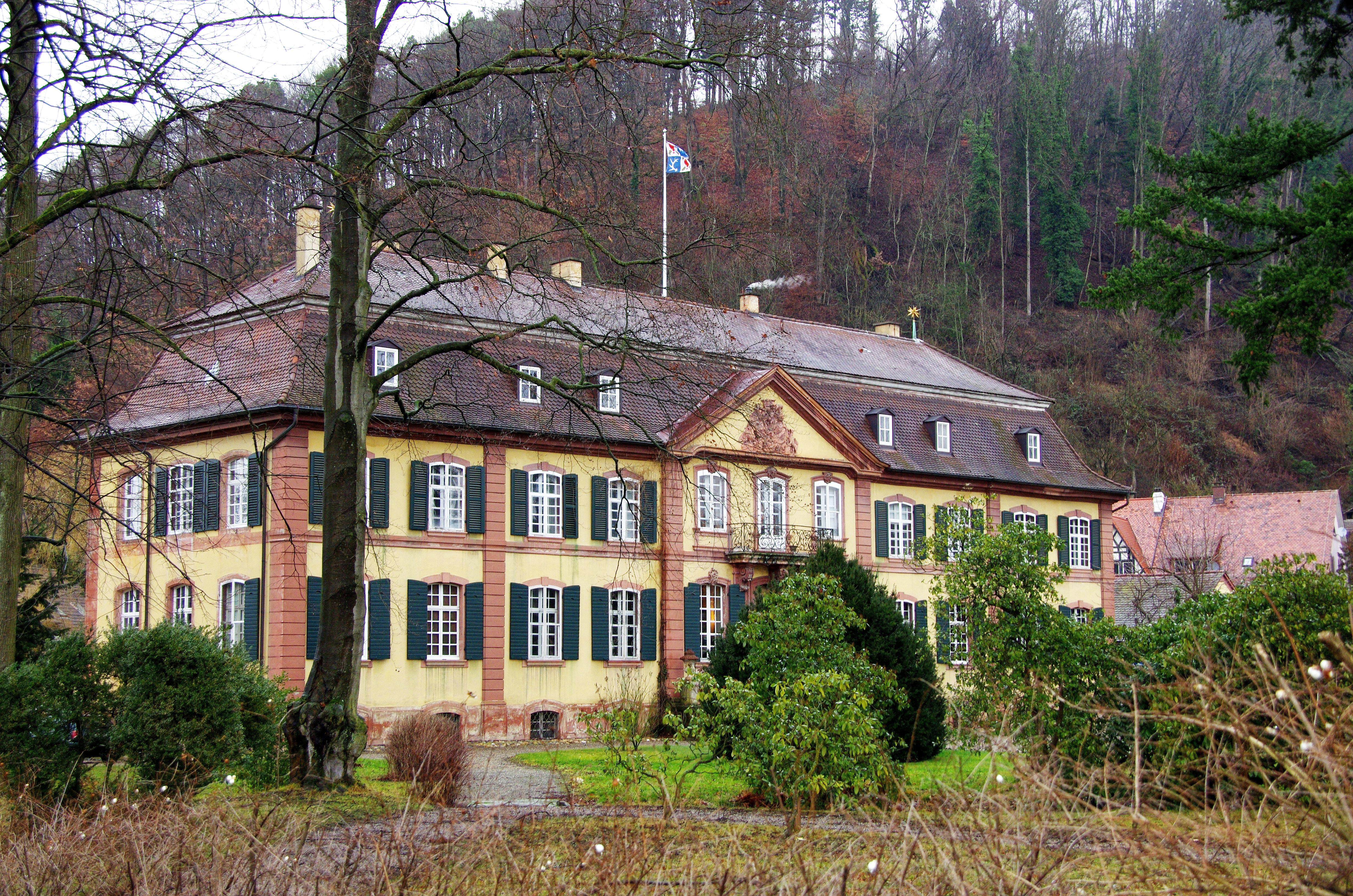
Schloss Ebnet bei Freiburg, errichtet 1696
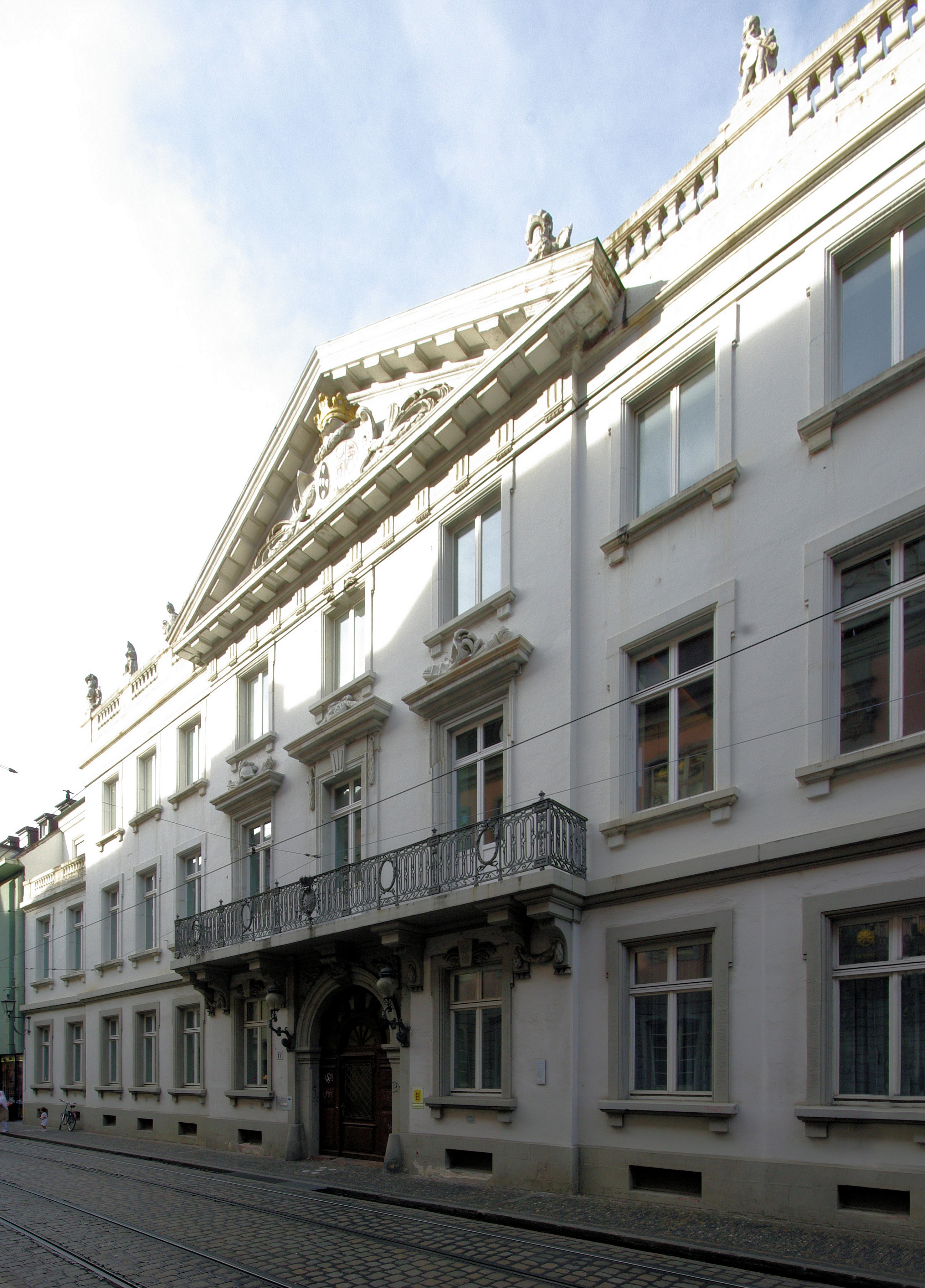
Palais Sickingen in Freiburg, errichtet 1769

### Standeserhebungen

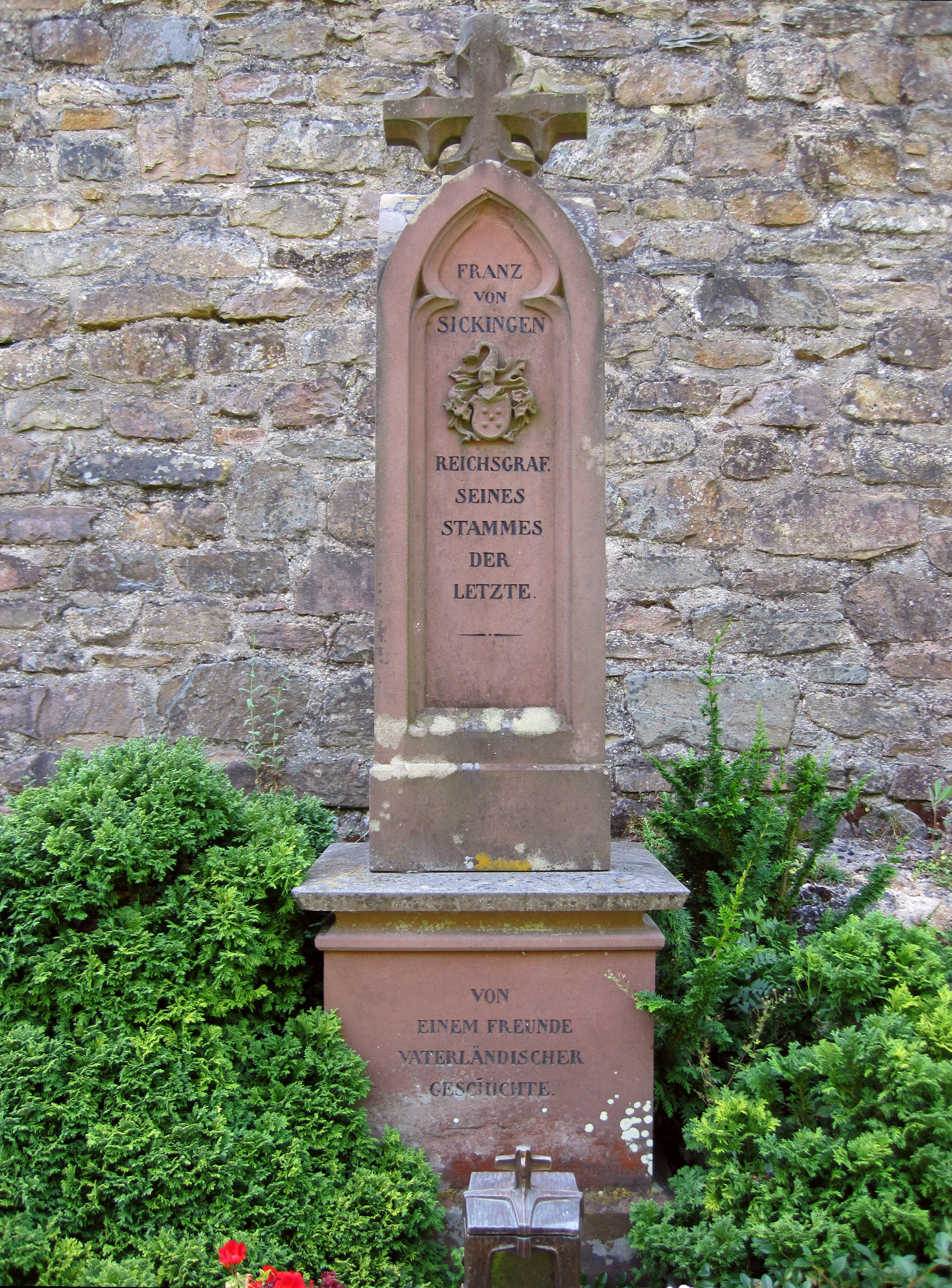
Grabmal für den letzten Spross der Linie Sickingen-Sickingen, Reichsgraf Franz von Sickingen († 1834), Friedhof Sauerthal, gestiftet von dem Historiker Karl Rossel

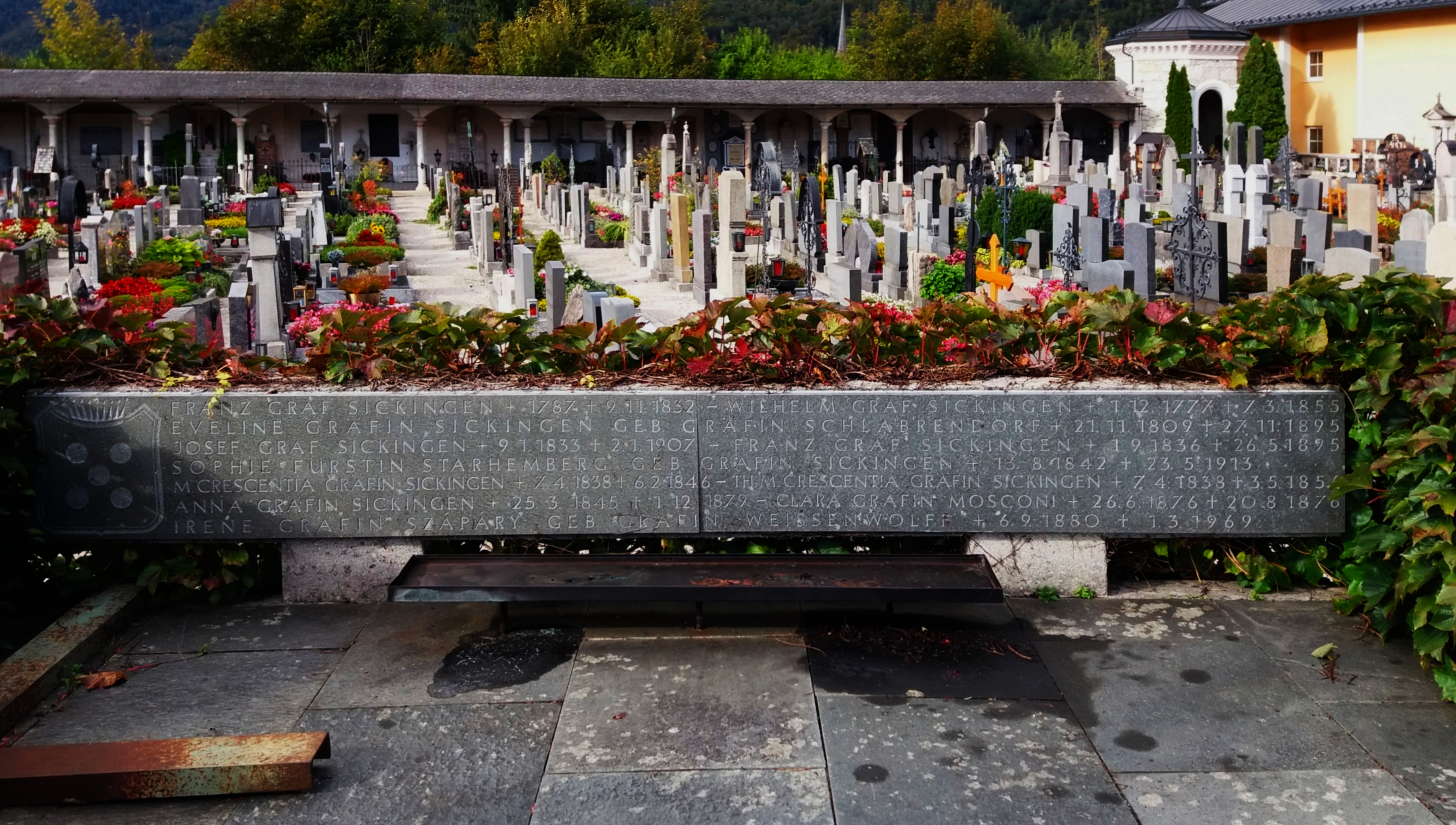
Gedenkstätte der Grafen Sickingen der Linie Sickingen-Hohenburg auf dem Friedhof Bad Ischl

Aus der Linie Hohenburg erhielt Ferdinand Hartmann von Sickingen-Hohenburg auf Hohenburg, kaiserlicher Rat und Statthalter, am 17. Mai 1706 zu Wien den Reichsfreiherrenstand und am 10. Februar 1711 das ungarische Indigenat. Seine Enkel, die Brüder Kasimir Ferdinand auf Hohenberg, k.k. Kämmerer, und Ferdinand Adam, Freiherr von und zu Sickingen-Hohenburg, erhielten am 19. Februar 1790 den Reichsgrafenstand mit der Anrede Hoch- und Wohlgeboren und eine Wappenbesserung. Kasimir Ferdinand Graf von und zu Sickingen-Hohenburg wurde am 3. August 1793 in das schwäbische Reichsgrafenkollegium aufgenommen und bei der Vorderösterreichischen Reichsritterschaft im Breisgau immatrikuliert.
Aus der Linie Sickingen wurde Schweickard von Sickingen, kaiserlicher Rat, am 1. Februar 1623 zu Regensburg in den Reichsfreiherrenstand mit von und zu Sickingen erhoben. Sein Enkel Franz Freiherr von und zu Sickingen auf Sickingen, Landstuhl, Sauerthal und Sien, kaiserlicher Rat, kurpfälzischer Geheimrat und Kammerpräsident, erhielt am 23. August 1706 den niederösterreichischen Alten Herrenstand. Dessen Sohn Damian Freiherr von und zu Sickingen, kaiserlicher Kämmerer, Wirklicher Geheimer Rat, Feldmarschall und Gouverneur von Böhmen, erhielt am 28. Januar 1723 das böhmische Inkolat im Herrenstand und die Brüder Karl Anton und Joseph Karl Ferdinand Freiherr von und zu Sickingen am 2. Mai 1735.
Aus der Linie Sickingen wurde am 5. März 1753 Karl Anton Freiherr von und zu Sickingen und Landstuhl, Schallodenbach und Sauerberg, kurfürstlich pfälzischer Kammerherr, Geheimrat, Vizeoberstallmeister und Oberamtmann zu Bretten und Kaiserslautern in den Reichsgrafenstand mit der Anrede Hoch- und Wohlgeboren und einer Wappenbesserung erhoben. Sein Bruder Joseph Karl Ferdinand Freiherr von und zu Sickingen auf Sickingen und Köngernheim, k.k. Kämmerer und Hauptmann im Ruhestand, kurfürstlich pfälzer Kämmerer, Wirklicher Geheimer Rat und Oberamtmann zu Bretten aus dem Zweig Sickingen der Sickinger Linie erhielt den Reichsgrafenstand mit Hoch- und Wohlgeboren und einer Wappenbesserung am 26. Dezember 1784 zu Wien. Am 4. April 1785 erfolgte für ihn eine kurfürstlich pfalzbayerische Ausschreibung. Sein Sohn Franz Graf von und zu Sickingen auf Pleß bei Memmingen wurde am 12. Mai 1797 in das schwäbische Reichsgrafenkollegium aufgenommen.

## Wappen

### Stammwappen
Das Stammwappen zeigt in Schwarz fünf (2, 1, 2) silberne Kugeln (auch Schneeballen). Auf dem Helm mit (schwarz-)goldenen Helmdecken ein goldener Schwanenhals besteckt mit drei roten Kugeln, die mit je drei schwarzen Hahnenfedern besteckt sind.
Der in Blasonierungen und bei Siebmacher erscheinende rote Schildrand ist nach Otto Hupp erst später als „verschlechternder“ Zusatz hinzugefügt worden.

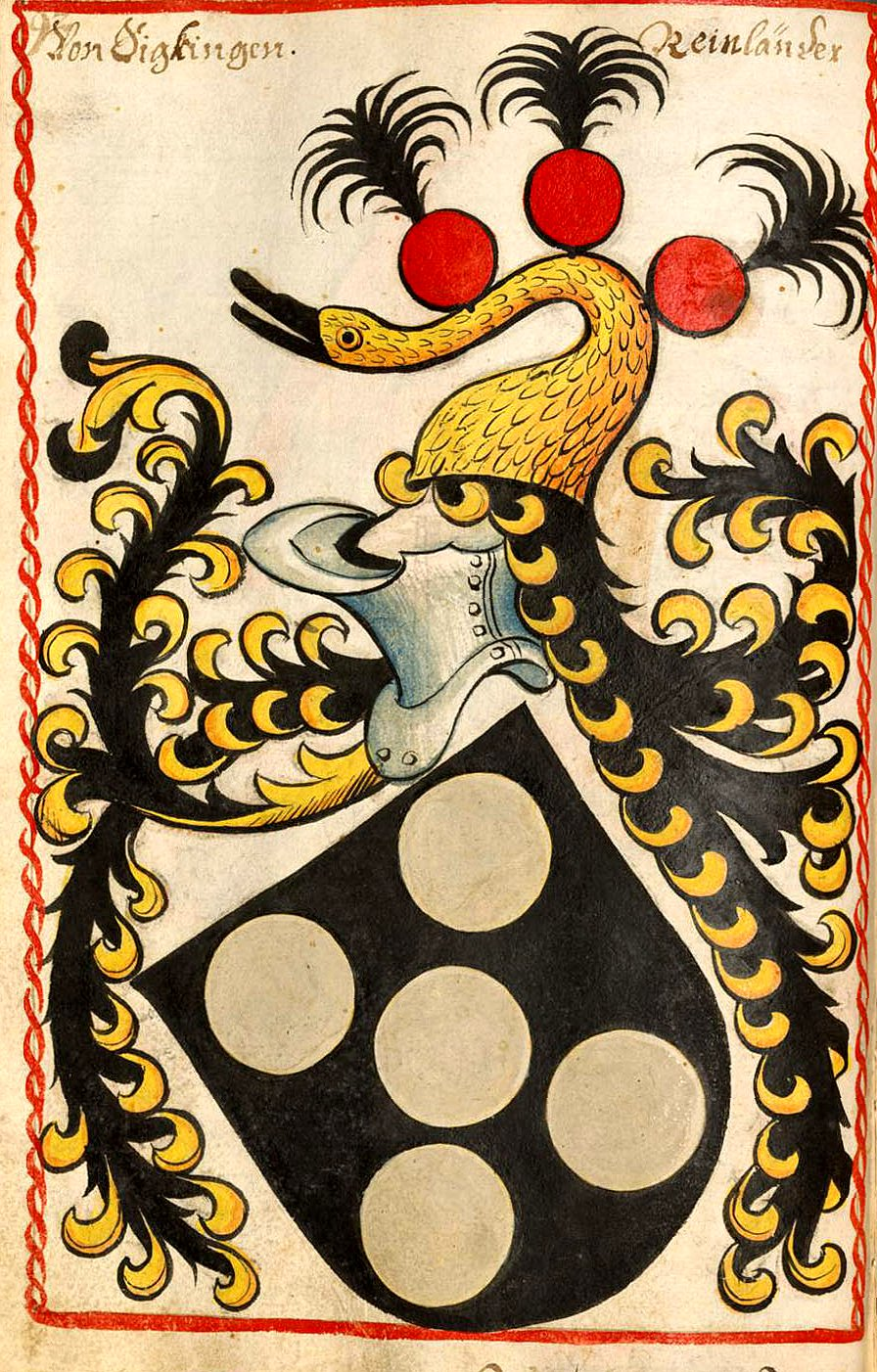
Wappen derer von Sickingen im Scheiblerschen Wappenbuch um 1495
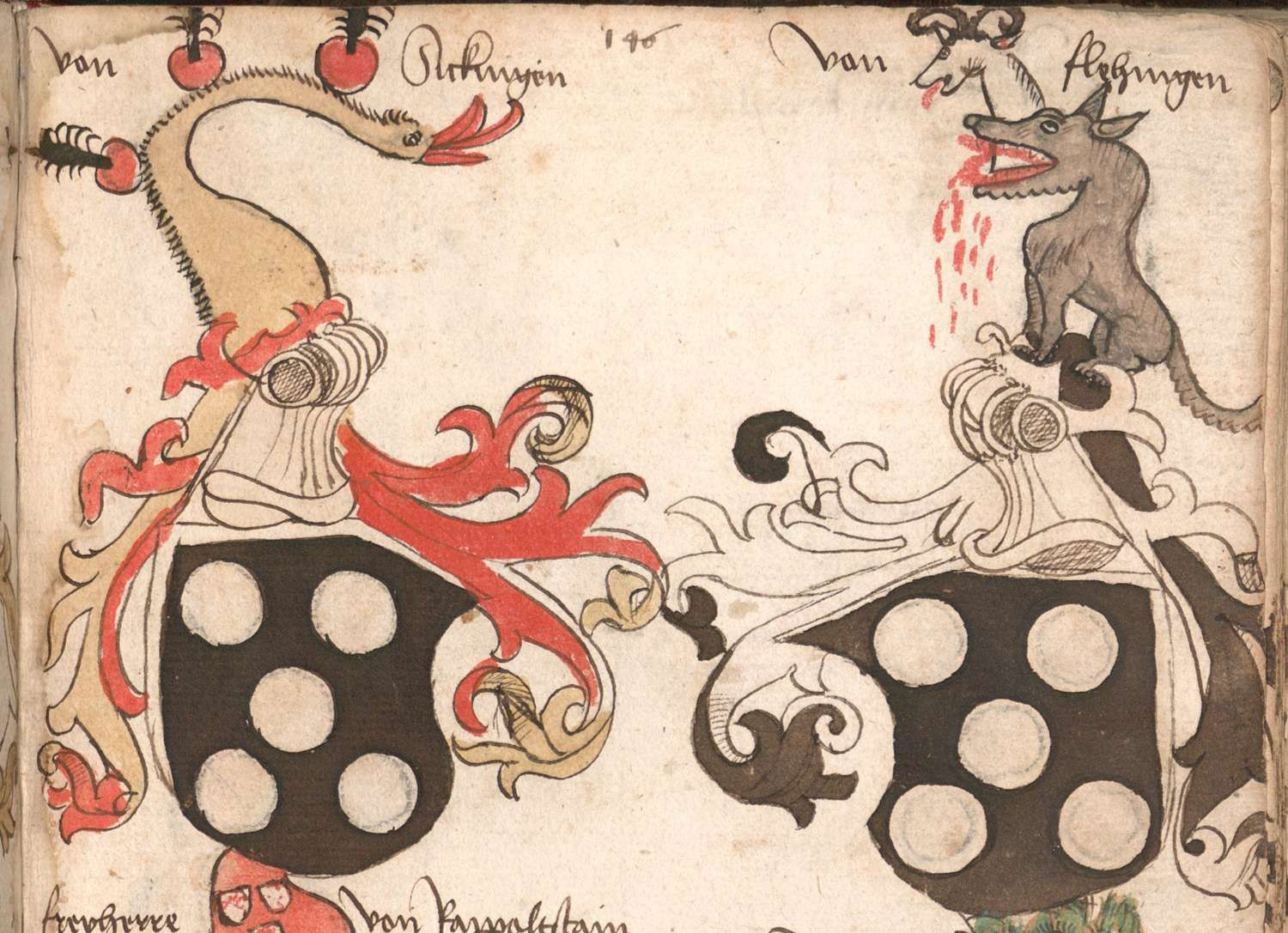
Wappen der stamm- und wappenverwandten Familien von Sickingen und von Flehingen im „Wernigeroder (Schaffhausenschen) Wappenbuch“ um 1475/1500
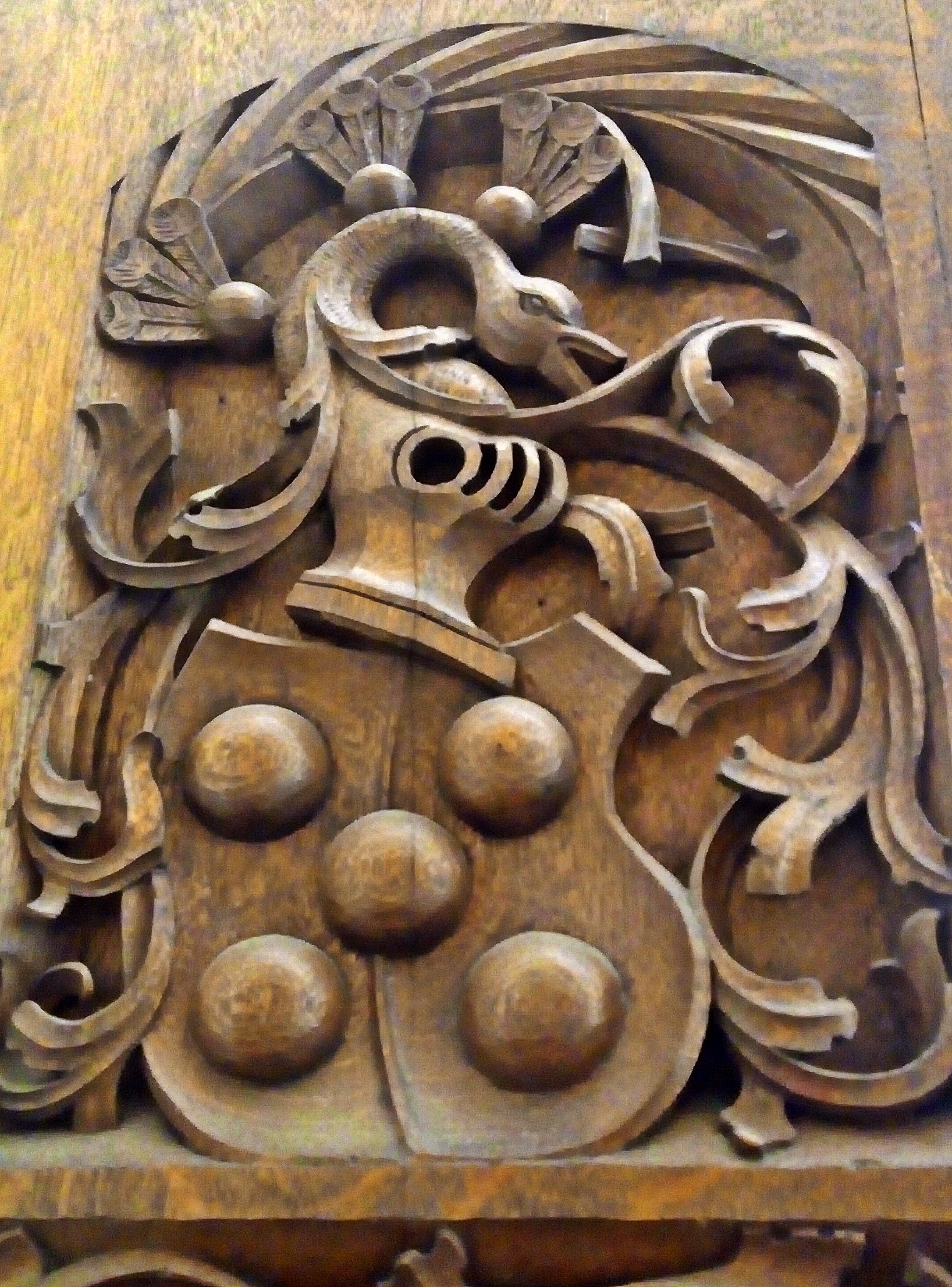
Sickinger Wappen am historischen Chorgestühl der Stiftskirche Neustadt (um 1500)
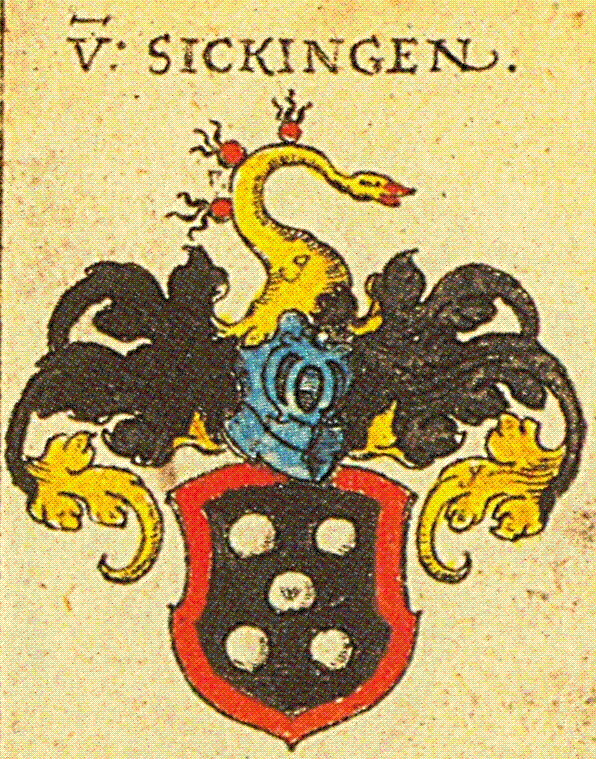
Wappen in Siebmachers Wappenbuch von 1605
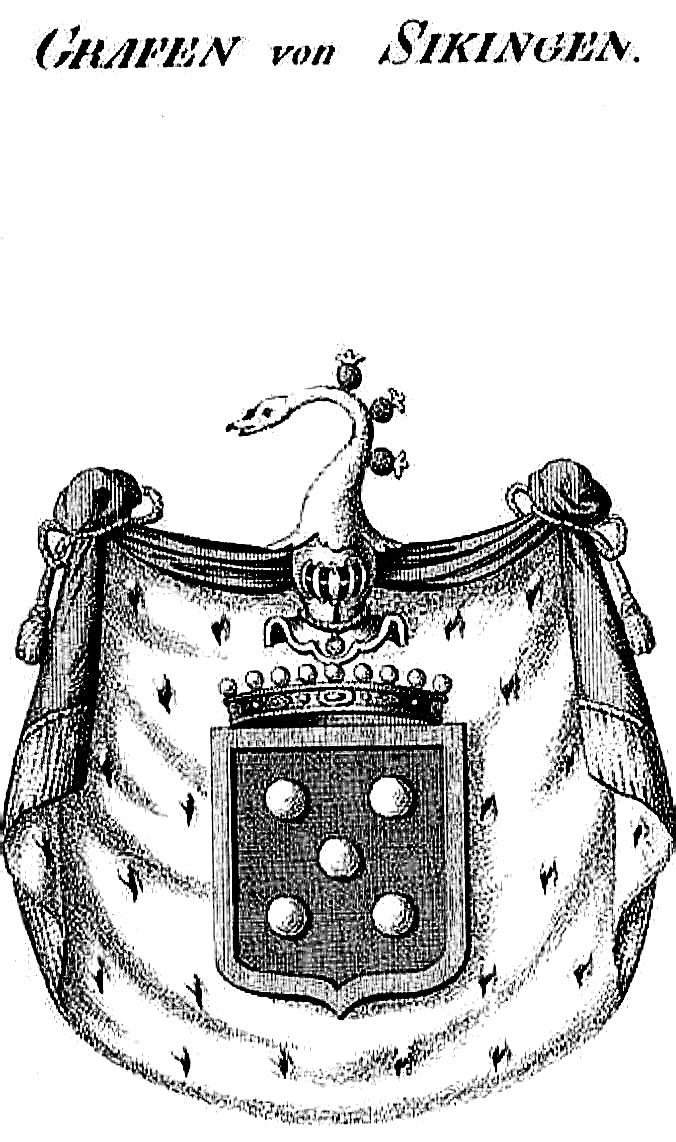
Gräfliches Wappen mit Grafenkrone und hermelingefütterten Wappenmantel
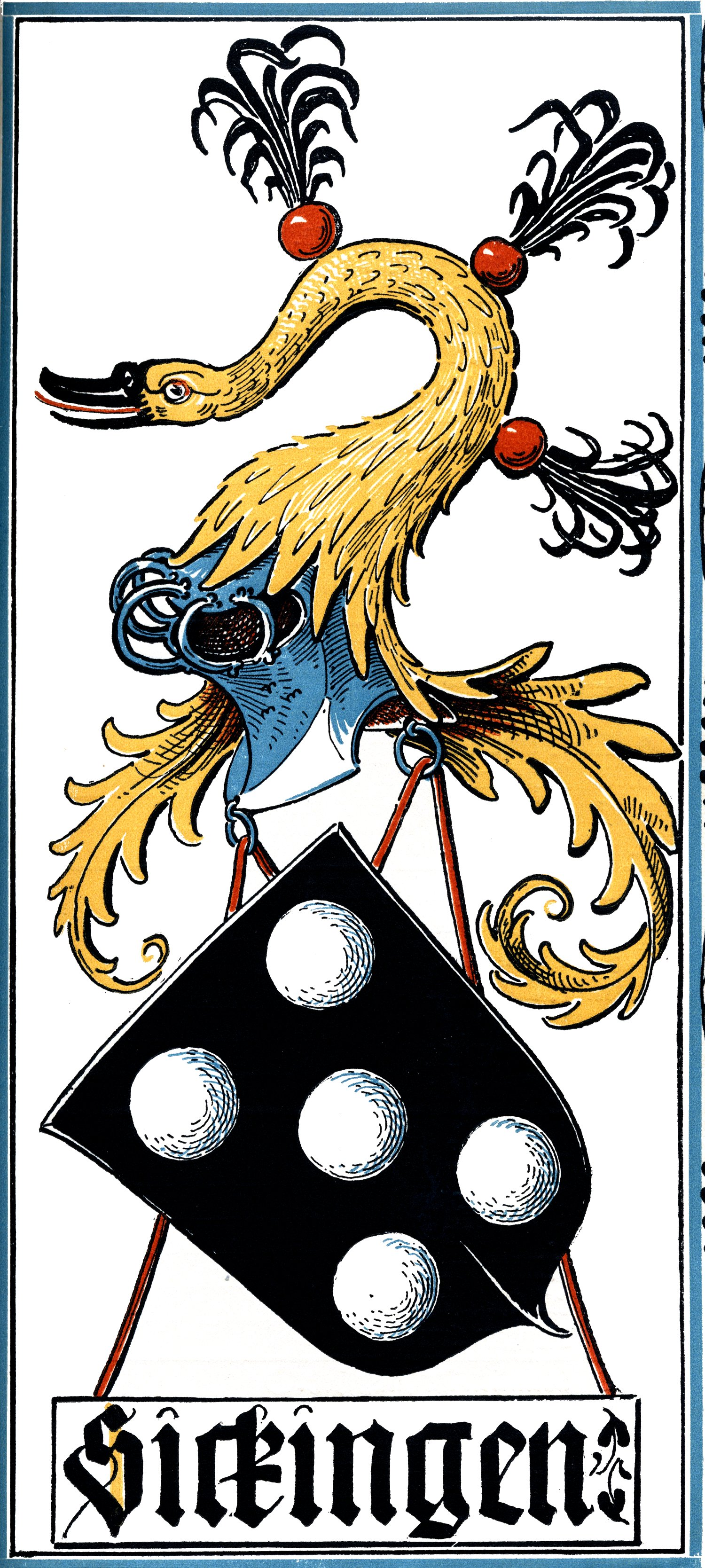
Wappengrafik von Otto Hupp im Münchener Kalender von 1903

### Gräfliche Wappen 1773 und 1790
Die reichsgräflichen Wappen, verliehen 1773 und 1790, zeigen den Stammschild mit einer Grafenkrone und einem hermelingefütterten (1773) bzw. silbergefütterten (1790) roten Wappenmantel mit goldenen Quasten und Fransen.

### Gräfliches Wappen 1784
Der Wappenschild des 1784 verliehenen reichsgräflichen Wappens ist identisch mit dem Stammschild. Als Schildhalter zwei einwärtssehende flugbereite schwarzbewehrte goldene Schwäne, deren Hälse jeweils mit drei roten Kugeln besetzt sind, jede mit drei schwarzen Hahnenfedern besteckt. Auf dem Schild eine Grafenkrone mit einem silbergefütterten roten Wappenmantel mit goldenen Quasten und Fransen.

### Kommunalwappen
Farben und Elemente, insbesondere die fünf Kugeln, aus dem Wappen der Familie Sickingen erscheinen noch heute in vielen Kreis-, Stadt- und Gemeindewappen des früheren Territoriums der Sickinger.

## Besitzungen
Zu den Besitzungen der Sickinger zählten im heutigen Rheinland-Pfalz die Burgen Ebernburg und Nanstein mit der Herrschaft Landstuhl und der Herrschaft Schallodenbach. Die linksrheinischen Besitzungen umfassten Ende des 18. Jahrhunderts eine Fläche von rund drei Quadratmeilen mit ungefähr 7.000 Seelen und ertrugen 131.458 Gulden.
Dazu kamen rechtsrheinische Besitzungen im heutigen Baden-Württemberg.

## Namensträger
- Damian Johann Philipp von Sickingen (* 1665; † 1730), kaiserlicher Feldmarschall
- Ferdinand Damian von Sickingen, Komtur der Deutschordenskommende St. Aegidius, (1734–1736)
- Franz von Sickingen (* 1481; † 1523), Reichsritter und Anführer der rheinischen und schwäbischen Ritterschaft
- Franz von Sickingen († 1834 in Sauerthal), Reichsgraf und Burgherr der Sauerburg; letzter Spross der Linie Sickingen-Sickingen[11]
- Johann Ferdinand von Sickingen (* 1664; † 1719), kurpfälzischer Minister und Diplomat
- Karl Heinrich Joseph von Sickingen (* 1737; † 1791), Diplomat und Chemiker
- Karl Ludwig von Sickingen-Ebernburg, Abt der Reichsabtei Kornelimünster 1745–1764
- Karl Schweikard von Sickingen († 1711), Ritter des Deutschen Ordens
- Kasimir Anton von Sickingen (* 1684; † 1750), Fürstbischof von Konstanz, Amtszeit von 1743 bis 1750
- Maximilian Johannes Jakob von Sickingen (* 1714; † 1795), Domkapitular des Hochstifts Würzburg und 21. Propst des Ritterstifts Comburg
- Reinhard von Sickingen (* um 1417; † 1482), Fürstbischof von Worms, Amtszeit von 1445 bis 1482
- Schweickhardt von Sickingen († 1505), Reichsritter, Vater von Franz von Sickingen
- Schwickart der Jüngere von Sickingen († 1478), Amtmann

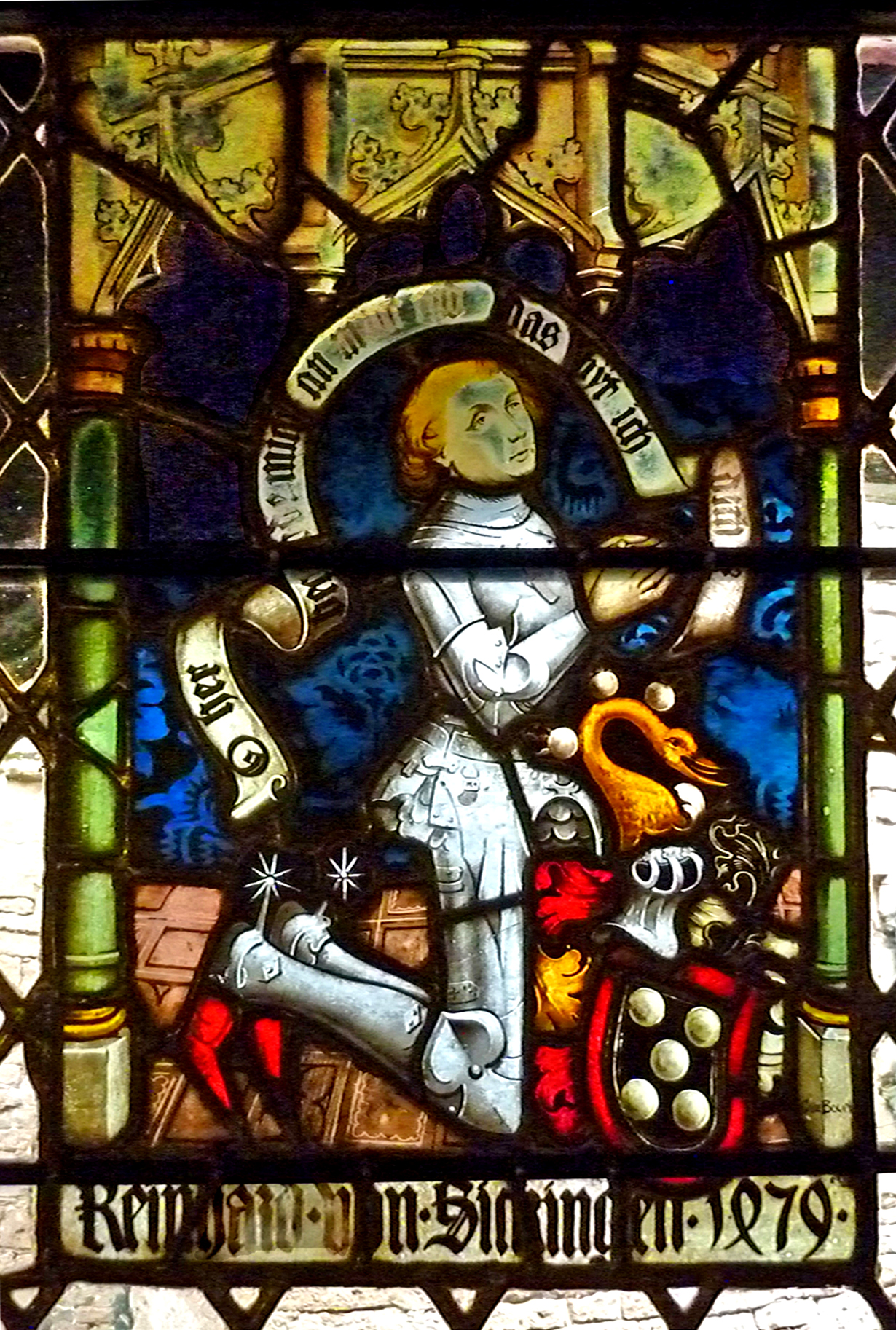
Reinhard von Sickingen (* um 1417; † 1482), Fürstbischof von Worms
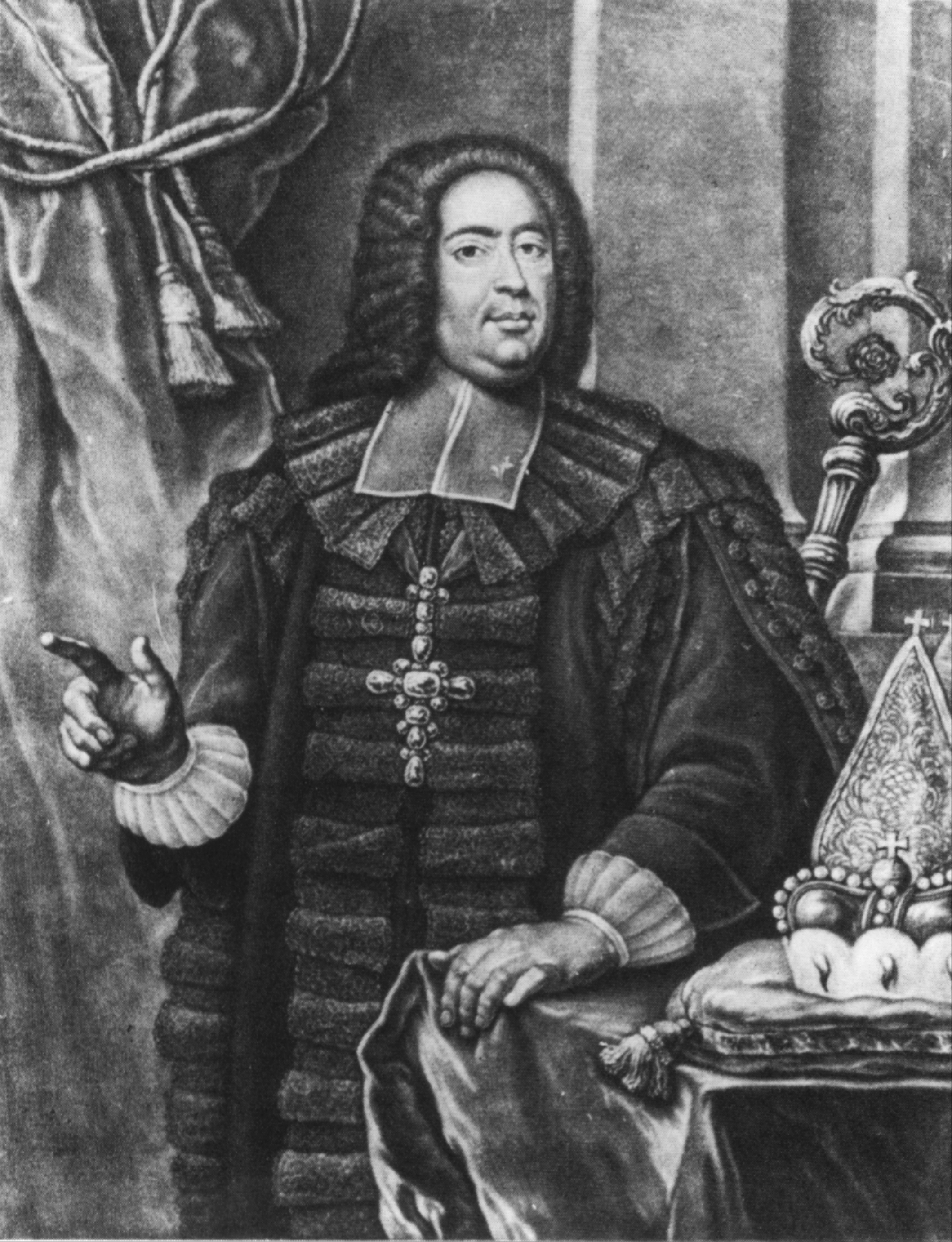
Kasimir Anton von Sickingen (* 1684; † 1750), Fürstbischof von Konstanz
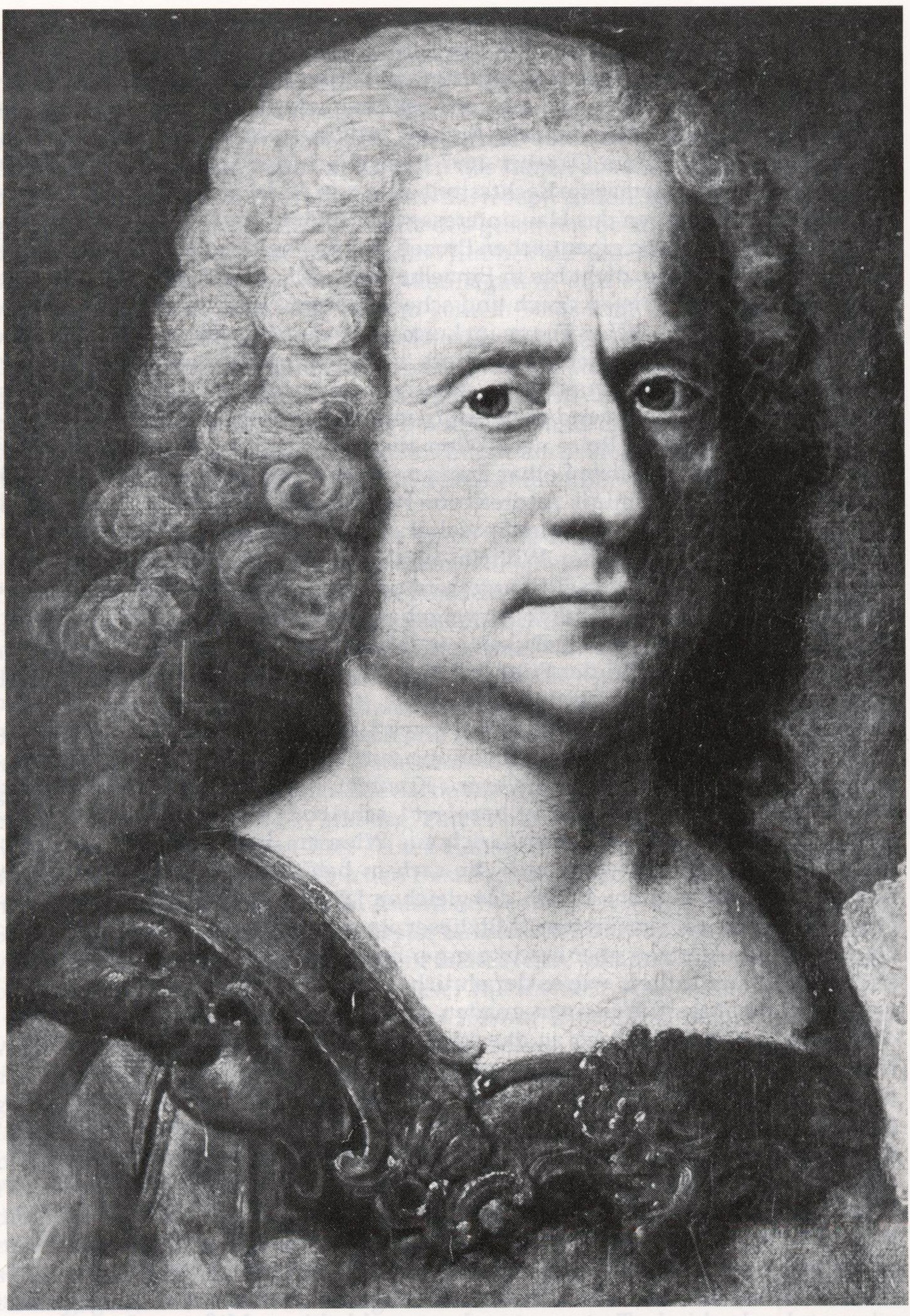
Johann Ferdinand von Sickingen (1664–1719) kurpfälzischer Minister und Diplomat